# Brzeźnica (gmina w województwie tarnowskim)
Brzeźnica (do 1948 Paszczyna) – dawna gmina wiejska istniejąca w latach 1949–1954 i 1973–1976 w woj. rzeszowskim i tarnowskim (obecnie woj. podkarpackie). Siedzibą władz gminy była Brzeźnica.

## Pierwsza odsłona (1949–1954)
Gmina Brzeźnica została powołana w dniu 1 stycznia 1949 roku w powiecie dębickim w województwie rzeszowskim, po przeniesieniu siedziby znoszonej gminy Paszczyna z Paszczyny do Brzeźnicy, z jednoczesną zmianą nazwy gminy na gmina Brzeźnica. 1 lipca 1952 roku gmina Brzeźnica składała się z 6 gromad: Brzezówka, Brzeźnica, Lubzina, Paszczyna, Pustków i Skrzyszów. 
Gmina została zniesiona 29 września 1954 roku wraz z reformą wprowadzającą gromady w miejsce dotychczasowych gmin.

## Druga odsłona (1973–1976)
W związku z przywróceniem gmin z dniem 1 stycznia 1973 roku, gminę Brzeźnica reaktywowano w tymże powiecie i województwie, w znacznie zmniejszonym składzie, bo obejmującym tylko trzy sołectwa: Brzeźnica, Paszczyna i Pustków.
1 czerwca 1975 roku gmina znalazła się w nowo utworzonym woj. tarnowskim.
1 lipca 1976 roku gmina Brzeźnica została zniesiona przez połączenie z dotychczasową gminą Dębica w nową gminę Dębica.